# 最终王冠
《最终王冠》（原项目名：格林幻想）是上海魔集派网络科技有限公司研发的一款3D卡牌回合制角色扮演手机游戏。《最终王冠》国服由心动网络代理，已于2018年8月9日正式公测运营。

## 运营历史
2018年3月28日，《最终王冠》宣布于3月29日开启付费删档二测。6月29日，《最终王冠》开发商魔集派与心动网络达成发行合作协议，心动网络将负责运营《最终王冠》的国服。7月12日，《最终王冠》宣布确认参加于7月14日至17日进行的第19届广州萤火虫漫展。7月13日，《最终王冠》官方宣布于8月9日进行Android与IOS平台的不删档公测。